# Jazbina (gmina Šmarje pri Jelšah)
Jazbina – wieś w Słowenii, w gminie Šmarje pri Jelšah. W 2018 roku liczyła 33 mieszkańców.